# Alexandre d'Atenes
|  | Per a altres significats, vegeu «Alexandre d'Atenes (pintor)». |

Alexandre d'Atenes (en llatí Alexander, en grec Ἀλέξανδρος) fou un poeta còmic de la nova comèdia fill d'Arístion, que apareix mencionat en una inscripció datada el 200 aC (145a Olimpíada).
Probablement era una persona diferent d'un poeta del mateix nom, autor a la comèdia mitjana, que citen uns escolis a Homer, i també Aristòfanes i Ateneu de Naucratis.